# MCB大樓
MCB大樓位於巴基斯坦卡拉奇，為MCB銀行(前身為穆斯林商業銀行，Muslim Commercial Bank)的總部，該大樓為巴基斯坦第2高的建築物，僅次於海洋大樓(Ocean Tower)，高116公尺，地上29層及地下3層，於2000年動工，2005年完工。

## 外部連結
- MCB Bank Limited